# San Miguelito (Sonora)
San Miguelito es un pueblo del municipio de Bavispe ubicado en el noreste del estado mexicano de Sonora, en la zona de la Sierra Madre Occidental. El pueblo es la segunda localidad más habitada del municipio, sólo después del pueblo de Bavispe, el cual es la cabecera municipal, ya que según los datos del Censo de Población y Vivienda realizado en 2020 por el Instituto Nacional de Estadística y Geografía (INEGI), San Miguelito tiene un total de 374 habitantes. Fue fundado por resolución presidencial como un ejido el 2 de junio de 1927.

## Geografía
Véase también: Geografía del municipio de Bavispe.
San Miguelito se sitúa en las coordenadas geográficas 30°31′6″ de latitud norte y 108°58'02" de longitud oeste del meridiano de Greenwich, a una elevación de 978 metros sobre el nivel del mar.